# Peter Pellegrini
Peter Pellegrini, född  6 oktober 1975 i Banská Bystrica, är en slovakisk politiker som sedan 2024 är Slovakiens president. Han var dessförinnan Slovakiens premiärminister från 2018 till 2020.
Som kandidat för detta parti valdes han i Slovakiens nationalråd 2006 och omvaldes 2010, 2012 och 2016. Efter det sistnämnda valet utsågs han till statssekreterare i finansdepartementet, en post som han beklädde i ett par år tills han 2014 en kort tid fungerade som utbildningsminister. 25 november 2014 – 23 mars 2016 var Pellegrini talman i nationalrådet.
Efter parlamentsvalet 2016 utnämndes han till en av tre vice premiärministrar. När premiärminister Robert Fico tvingades avgå den 15 mars 2018 fick Pellegrini president Andrej Kiskas uppdrag att bilda ny regering.